# ミッション・コマンド
ミッション・コマンド（英：Mission command）は、決められた範囲内で行動の自由と速度及び主動性を促進させるために、集中型企図と分散型実行の補助性を組み合わせた指揮の方式である。プロイセンで最初に開発された訓令戦術ドクトリンから派生した。
部下は、指揮官から、任務を達成することによる効果、任務達成の理由を言われる。それによって、部下は、指揮官の企図、指揮官の任務の中における自己の任務の位置づけを理解する。その後、部下は、任務達成のための最良の要領を、委任された行動の自由の範囲内で決心する。命令は、隷下部隊長の自主裁量の余地を考慮して、企図、統制、手段、目標を明示する。
ミッション・コマンドを採用する背景として、現場の知見がある。実際の問題に直面している者はしばしば解決へ向けた最良の理解を持っている。例えば地区制圧を目的とした作戦において地域住民の協力を計画していたが、実際の作戦時に不幸にも住民に出会えなかったとする。地域住民を直接は知らない指揮官が全てを指揮する場合、時間を使って住民の居場所情報をかき集めるか、協力を破棄して作戦を変更するか選択することになる。あるいは指揮官がこのリスクを嫌ってそもそも住民の協力を前提とした作戦を採用できない可能性もある。しかしミッション・コマンドで分散型実行をしていた場合、地域住民を良く知った戦闘員なら即座に住民の親戚宅を探す選択肢を取れる。
ミッション・コマンドは、民間の管理概念であるエンパワーメントと密接な関係があり、ビジネスにおける使用法はBungay（2011）、Tozer（1995, 2012）等の作家によって研究されている。
アメリカ軍、カナダ軍、オランダ軍、オーストラリア軍及びイギリス軍は、ミッション・コマンドを常に使用されるわけではないと、主張している。しかし、ミッション・コマンドは現代のネットワーク中心の戦いの概念、指揮統制（C2）をより分散させる手法と互換性がある。

## 現代の用法
重要な着意
- 相互信頼に基づく統一感のあるチームを作る。
- 理解を共有する。
- 指揮官の企図を明示する。
- よく訓練された主動を演練する。
- ミッション型の命令を作る。
- リスクを分別して受け入れる。

## 定義

### アメリカ軍 統合ドクトリン
アメリカ統合参謀本部が定める統合ドクトリンではミッション・コマンドを「ミッション型命令に基づく分散型実行を用いた軍事作戦の遂行」と定義している。ミッション型命令すなわちオペレーションの目的に焦点を合わせた命令が指揮官から発され、実現手段の決定と実施判断は現場に一任される。